# Nieby
Nieby (tiếng Đan Mạch: Nyby) là một đô thị thuộc huyện Schleswig-Flensburg, bang Schleswig-Holstein, Đức.